# Sándor Rozsnyói
Sándor Rozsnyói (ur. 24 listopada 1930 w Zalaegerszegu, zm. 2 września 2014 w Sydney) – węgierski lekkoatleta, medalista olimpijski i mistrz Europy.

## Kariera
Specjalizował się w biegu na 3000 metrów z przeszkodami. Na mistrzostwach Europy w 1954 w Bernie zdobył złoty medal w tej konkurencji, wyprzedzając Olaviego Rinteenpää z Finlandii oraz Ernsta Larsena z Norwegii i jednocześnie ustanawiając pierwszy oficjalny rekord świata na tym dystansie wynikiem 8:49,6. Rekord ten przetrwał do połowy 1955 (poprawił go Pentti Karvonen z Finlandii). 16 września 1956 w Budapeszcie Rozsnyói odzyskał rekord świata (który w międzyczasie był kilkakrotnie poprawiany, ostatnio przez Siemiona Rżyszczyna z ZSRR), uzyskując czas 8:35,6.
Na igrzyskach olimpijskich w 1956 w Melbourne Rozsnyói zdobył srebrny medal na 3000 metrów z przeszkodami, przegrywając z Anglikiem Chrisem Brasherem. Początkowo Brasher został zdyskwalifikowany za utrudnianie biegu innemu zawodnikowi, ale po korzystnych dla niego wyjaśnieniach innych uczestników biegu (w tym Rozsnyói’ego) zmieniono decyzję i przyznano mu złoty medal, a Rozsnyói’emu srebrny.
W związku ze stłumieniem powstania węgierskiego w 1956 Rozsnyói zdecydował się nie wracać na Węgry i pozostał w Austrii. Był mistrzem tego kraju w biegu na 5000 metrów, biegu na 10 000 metrów i biegu przełajowym w 1958 oraz trzykrotnym rekordzistą Austrii na w biegu na 5000 metrów do czasu 14:16,8, poprawionego dopiero w 1971, ale nie mógł wystąpić na mistrzostwach Europy w 1958 w Sztokholmie. Wkrótce potem zakończył karierę zawodnika i pracował jako trener w Wiedniu, a w 1964 wyemigrował do Australii, gdzie był nauczycielem wychowania fizycznego.
Był mistrzem Węgier na 3000 metrów z przeszkodami w 1954 i 1955.